# ドS刑事 風が吹けば桶屋が儲かる殺人事件
『ドS刑事 風が吹けば桶屋が儲かる殺人事件』（どえすでか かぜがふけばおけやがもうかるさつじんじけん）は、七尾与史の推理小説。ドS刑事シリーズの第1作。これまでの作品は全て文庫本だったが、初のハードカバー作品となる。
静岡県浜松市を舞台に、県警からやってきた高慢ちきで、殺人現場で「死体に萌える」ばかりのやる気ゼロな美人刑事・黒井マヤと相棒の代官山脩介が奔走するミステリー。著者いわく「今回の舞台は地元浜松がほぼ100％の作品」である。
本屋大賞2012の35位にランクインした。

## 作品あらすじ
昼下がりの和地山公園。凜子は三歳になる息子・遊真がすべり台に上っているのを見上げていた。遠くにある林の中から光が差し込んでいる。見ると木々の間から女性が手鏡を使ってすべり台に光を当てているようだった。その時、遊真がすべり台から手を滑らせ転落してしまう。凜子は近くにいた老人と救急車を呼び、遊真を助けようと救急蘇生を試みる。遊真は出血が酷く意識のない状態だった。しかし数分で到着するはずの救急車は住宅街で立ち往生してしまい現場までたどり着かない。そうこうしているうちに遊真は命を落としてしまう。
一方浜松中部警察署では、浜松市内で男女が生きたまま焼き殺されるという放火殺人事件の帳場が立っていた。若手刑事の代官山は、本部（静岡県警）の美人刑事で警察庁次官の娘である黒井マヤとコンビを組む。しかし、マヤは「死体に萌える」ばかりでやる気ゼロ。そして犯人が「焼き殺すことに執着している」ことからこの事件はまだ続くというマヤの推理どおりに、第2第3の事件が発生する。被害者は詐欺師に主婦にOLに歯科医と様々で、警察は接点などを捜すものの手がかりが得られない。その中で代官山は、被害者がそれぞれにクレームや不満をもっており、それを他の相手にぶちまけるという「悪意のバトン」が存在することに気付き、そこから次のターゲットを捜そうとするのだが、被害者は更に増えていってしまう。

## 登場人物

### 警察関係者
代官山脩介
浜松中部警察署強行犯係所属。階級は巡査。33歳。
黒井マヤ
警視庁捜査一課殺人犯捜査第三係所属。今回の事件で静岡県警捜査一課に出向中。階級は巡査部長。25歳。
飯島昭利
浜松中部警察署強行犯係。階級は警部補。57歳。
神田輝明
静岡県警捜査一課所属。階級は警部。

### 被害者および周辺人物
片山則夫
歯科医院のカルテとレセプトを作成するソフトの開発会社勤務。
荒木浩文
元・安西組の構成員。「海老塚一丁目アベック放火殺人事件」の被害者。32歳。
宮坂由衣
キャバクラ嬢。「海老塚一丁目アベック放火殺人事件」の被害者。23歳。
佐々木佑哉
結婚詐欺師。27歳。
九条保奈美
ヤマワ楽器本社社員。26歳。
佐原伸子
ヤマワ楽器本社社員。39歳。
バーバラ前園（前園時枝）
陶器人形を用いた暗黒人形展を開いている女性。世界史の暗部に興味を持ち、酸鼻極まるシチュエーションの作品を展示している。ダリオ・アルジェントを敬愛。
松浦健一郎
ヤマワ楽器本社課長。
松浦妙子
松浦健一郎の妻。
畑山哲平
ヤマワ楽器派遣社員。社員との間でトラブルを起こし3か月ほどで退社。過去に放火の前科もある。
岩波哲夫
岩波歯科医院院長。
鳥海尚義
岩波が取引している歯科技工所の技工士。30歳。
西川英俊
営業マン。鳥海の友人。
藤本真紀
元蒲郡聖心病院看護師。
高梨清彦
蒲郡聖心病院医師。歩道橋の階段から転落して死亡。
村越早苗
元蒲郡聖心病院看護師。